# Rikiosatoa
Rikiosatoa is een geslacht van vlinders van de familie spanners (Geometridae), uit de onderfamilie Ennominae.

## Soorten
- R. bhutanica Inoue, 1992
- R. grisea Butler, 1878